# Geschichte der Video- und Audiosysteme
Die Geschichte der Video- und Audiosysteme setzte etwa in den 1930er Jahren ein.

## Entwicklungsgeschichte

### 1930 bis 1955: Pionierzeit
Die magnetische Schall- und Bildaufnahme entstand im heutigen Sinne um circa 1935 bei der AEG-Telefunken AG in Berlin. Dem vorausgegangen war die Entwicklung eines magnetisierbaren Bandmaterials, welches damals noch aus Papier bestand. AEG-Telefunken nutzte diese Neuerung und baute einen Audiorekorder, der das Bandmaterial magnetisieren und die so entstehenden Felder auch wieder auslesen konnte. Die Grundprinzipien dafür waren schon länger bekannt, allerdings erst durch das neu entwickelte Bandmaterial wirtschaftlich effizient und qualitativ vernünftig nutzbar. In den folgenden Jahren wurde das Gerät – und mit ihm auch das Band – ständig verbessert, so dass Mitte der 1940er Jahre eine für die damalige Zeit erstaunlich gute Aufnahmequalität erreicht werden konnte. Zu dieser Zeit arbeitete AEG-Telefunken bereits an der sogenannten Schrägspuraufzeichnung mit rotierendem Kopf, was die Qualität weiterhin steigerte und längere Aufzeichnungen ermöglichten sollte.
Nach Ende des Zweiten Weltkrieges entbrannte ein regelrechter Wettkampf um die wirtschaftliche Auswertung der teils erbeuteten teils als Reparationsleistung ausgehändigten Patente. Hierbei konnten sich vor allem die Amerikaner behaupten: 1946/47 erhielt die Firma Ampex von der US-Regierung den Auftrag, diverse technische Geräte für die Armee zu entwickeln, und bekam dafür die deutschen Patente zur Verfügung gestellt. Im Zuge dessen wurde das erste für den breiten Markt taugliche Tonbandgerät hergestellt: die Ampex-200A-Maschine. Mitte der 1950er Jahre entstand dann ebenfalls bei Ampex das erste alltagstaugliche Videosystem. In Verbindung mit der von Telefunken erdachten Schrägspuraufzeichnung wurde so eine Maschine konstruiert, die nicht nur Ton-, sondern auch Bildsignale in ausreichender Qualität (wenn auch bis dahin nur in Schwarz-Weiß) aufnehmen und wiedergeben konnte.

### 1955 bis 1975: Vorherrschaft des 2-Zoll-Systems

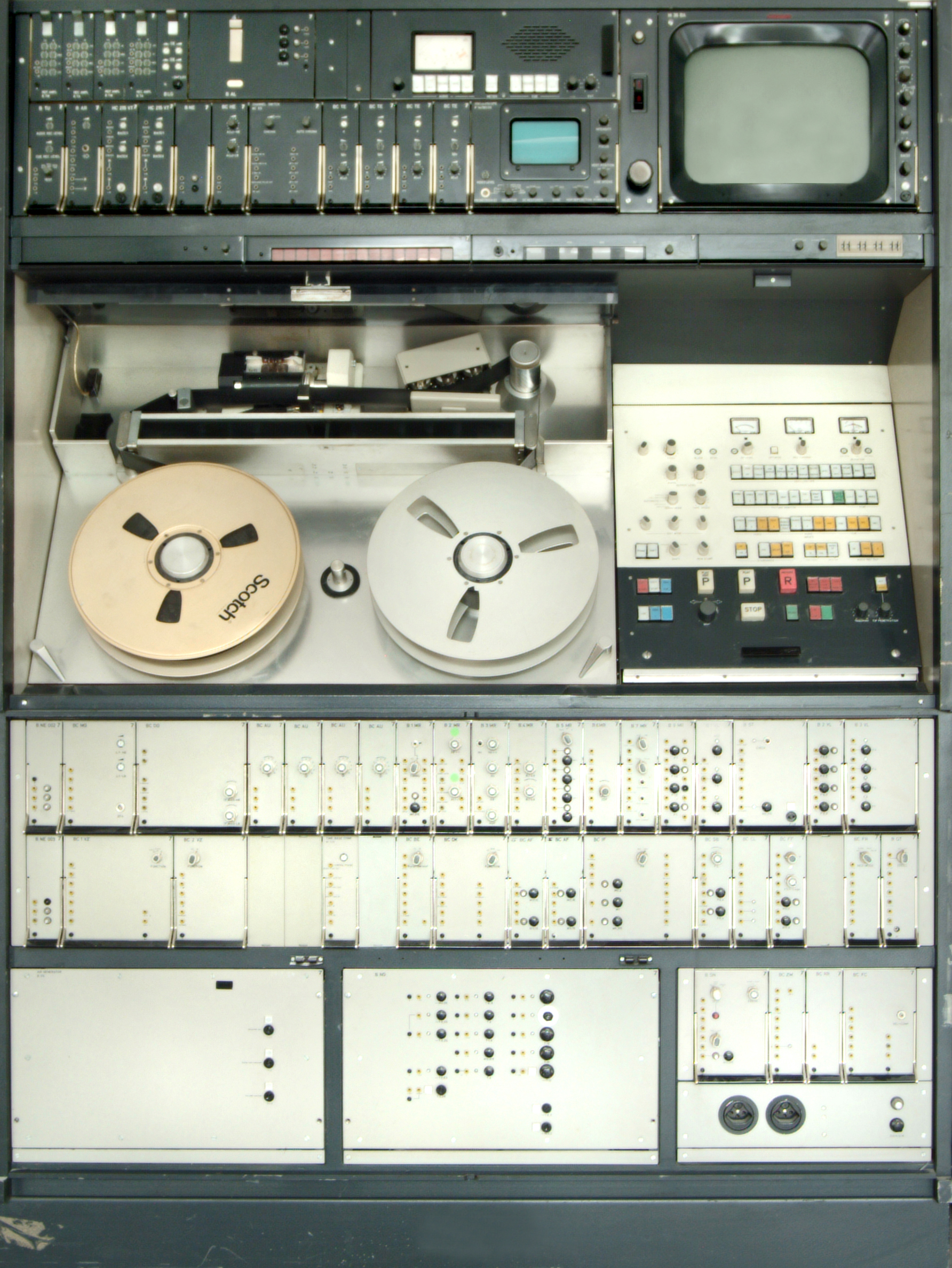
BOSCH 2-Zoll-Quadruplex-Maschine (BCM 40)

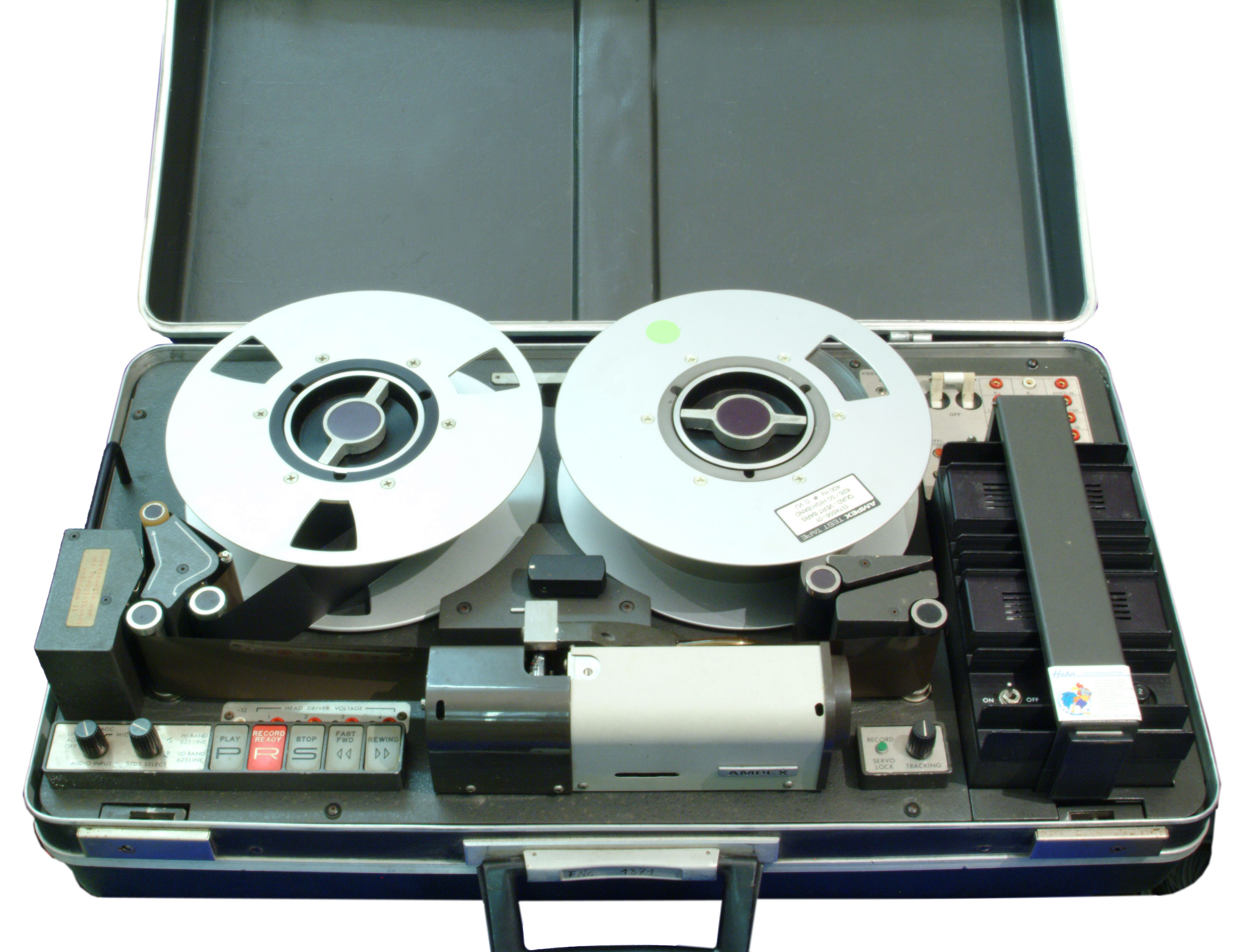
Tragbare AMPEX-2-Zoll-Maschine

1957 kam die nächste Revolution, als in den USA das Farbfernsehen eingeführt wurde. Noch im selben Jahr stellte Ampex den ersten farbfähigen Videorekorder vor. Diese Maschine kann man mit den heute bekannten Heimgeräten kaum vergleichen: Es handelte sich dabei vielmehr um ca. 3 m³ große Technikschränke mit einem Gewicht von etwa 600 kg, auf denen sich zwei Spulen mit einem 2-Zoll-Band drehten. Dieses Band erlaubte anfänglich eine Aufzeichnungslänge von circa 95 Minuten, die dann später durch diversen Modifikationen verlängert werden konnte. Diese Maschinen wurden erst Quad-Rekorder (eine Abkürzung, die auf die Bezeichnung Quadruplex-System, zu deutsch: 4-Segment-Aufzeichnung, zurückgeht) genannt, später bürgerten sich die Bezeichnungen 2″ und, vor allem in deutschsprachigem Raum, MAZ (kurz für: magnetische Aufzeichnung bzw. Magnetaufzeichnung) ein. Aufgrund ihres hohen Preises und der zahlreichen Techniker, die zur Bedienung nötig waren, wurden die 2-Zoll-Maschinen bis auf wenige Ausnahmen allerdings nur an TV-Anstalten ausgeliefert.
Mit den anbrechenden 1960er Jahren und der fortschreitenden technischen Entwicklung stand der weiten Verbreitung von Videorekorder und Tonbandgerät nichts mehr im Wege. Vor allem letztere wurden in der Herstellung so günstig, dass auch der damalige Otto Normalverbraucher diese erstehen konnte. Um 1955 erhielt der durchschnittliche Arbeiter einen Monatslohn von circa 150 DM während eine Tonbandmaschine circa 750 DM und das dazugehörige Band ungefähr 10 DM kosteten. Bei den Videorekordern war das Verhältnis noch schlechter, womit die Zielgruppe der Konsumenten auf professionelle Anwender und Rundfunk- sowie Fernsehanstalten begrenzt war. Zum Vergleich: Videorekorder gab es ab etwa 3500,- DM, eine 2-Zoll-Maschine von Ampex für 500.000 DM – der Preis von beinahe fünf Häusern.
Die 2-Zoll-Technik hatte im professionellen Bereich bis circa 1980 Bestand.

### 1975 bis 1990: Die Ein-Zoll-Systeme und der Aufstieg des Marktführers Sony
Ab 1975 hatte Bosch in Europa angefangen, seinen eigenen Standard – 1″-BCN, kurz 1″-B genannt – einzuführen. Für diese Entwicklung ist die Geschichte der Firma entscheidend: Bosch hatte 1939 das weltweit erste wirkliche Unternehmen für professionelles Radio und Fernsehen – die Fese (Fernseh) GmbH – voll übernommen. Die Fese, damals noch neben Bosch mit den weiteren Anteilseignern Zeiss Ikon und Loewe, hatte 1936 als weltweit erste Firma die Olympischen Spiele mit einer elektronischen Kamera aufgezeichnet und in ganz Deutschland über Funk oder Draht gesendet. Im Austausch gegen entwickelte Patente bekam Bosch vom Ampex nach dem Krieg das Recht zugestanden, deren 2″-Rekorder in Europa nachzubauen. Auf diesem Weg entstanden drei Maschinentypen, die sich nicht stark unterschieden, nur jeweils ausgereifter waren. 

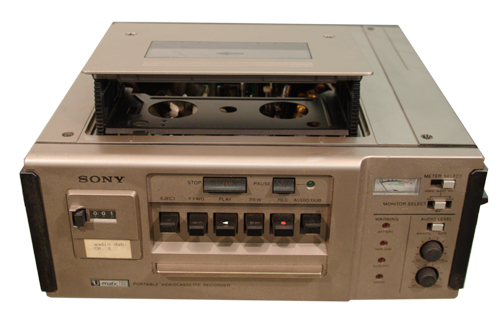
SONY U-matic-Maschine

Mit der gesammelten Erfahrung entwickelte Bosch dann die 1″-B-Maschine. Ampex zog allerdings gleichzeitig mit der 1″-A nach, und circa zwei Jahre später kam dann die 1″-C Version, welche sich im weiteren Verlauf weltweit durchsetzten sollte. Hier begann dann auch die Erfolgsgeschichte Sonys. Angefangen hatte es mit U-matic, doch dieser Standard war nicht geeignet, hochqualitative Aufnahmen zu leisten. In der allgemeinen technischen Aufholjagd besann sich Sony dann auf das Betamax-Format und modifizierte es zu einem qualitativ hochwertigem System um. Gleichzeitig kämpften RCA mit Hawkeye, Panasonic mit MI und Bosch mit Quartercam um den neuen, aufstrebenden Kassettenmarkt für die damaligen Abnehmer, die TV-Anstalten.

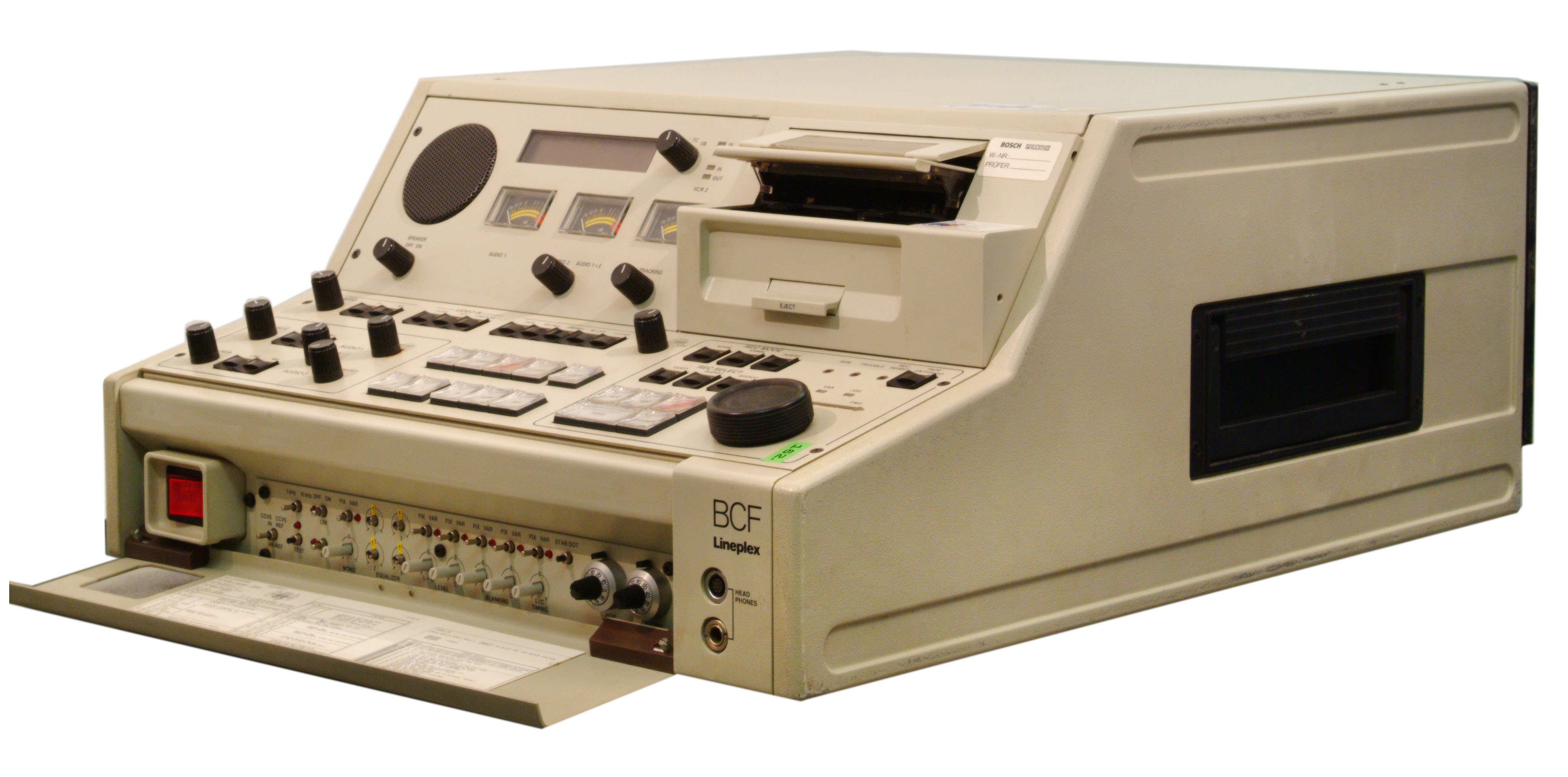
BOSCH Quartercam-Maschine (Lineplex)

Bosch verlor den Kampf, weil die Laufwerke von Funai aus Japan stammten und die dortige NHK (vergleichbar mit der deutschen Handelskammer, nur mächtiger und ausschließlich für den Technikzweig zuständig) auf Druck von Sony diese Laufwerke nicht mehr liefern durfte und konnte in der kurzen Zeit keine eigene Produktionslinie aufbauen. Hawkeye von RCA und MI von Panasonic erlagen dem Schicksal der niederen Qualität und unzureichender Peripherie, denn die Forderung der TV-Anstalten weltweit bezogen sich auf tragbare Camcorder und bedienbare Schnittgeräte zur elektronischen Bearbeitung.

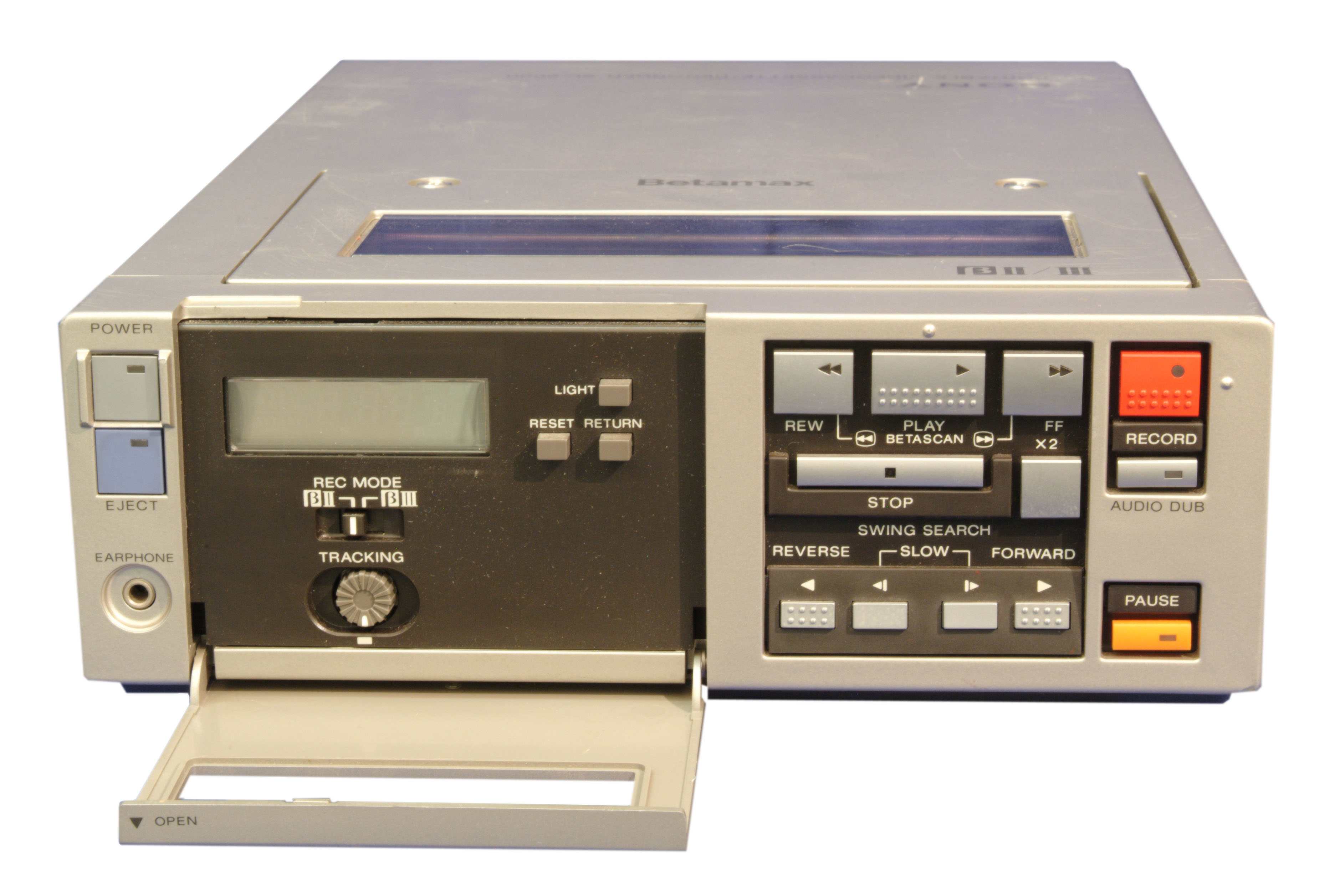
Tragbare Betamax-Maschine der Firma SONY

Die einzige Firma, die alle Bedingungen zur rechten Zeit erfüllen konnte, war Sony mit ihrem Betacam-System, das 1982 aus der Betamax-Technologie hervorgegangen war. Knapp drei Jahre später kam Panasonic mit dem Nachfolger vom MI, dem MII, auf den Markt, womit die Messlatte für Sony qualitativ deutlich höher gelegt wurde. In der Folge kam es zu ersten Verkaufserfolgen des Panasonic-Systems. Dessen Problem waren aber die kurzen Laufzeiten gegenüber den noch in großer Zahl vorhandenen Ein-Zoll-Maschinen: als Camcorder maximal 20, als Studiomaschine maximal 95 Minuten. Sony zog daher 1987 mit Betacam SP (Superior) nach. Damit war der Kampf der Systeme erst einmal entschieden, denn hier waren in PAL-Norm beim Camcorder 36 und im Schnittrecorder 110 Minuten Spielzeit möglich. Mit der Einführung von Betacam SP wurde auch das erste voll digitale System D1 von Sony vorgestellt, das auf einer Bosch-Entwicklung mit 1″-B ähnlichen Maschinen beruhte.

### 1990 bis heute: Video- und Audiosysteme im Zeitalter der Digitalisierung
Fortan hielt die Digitalisierung Einzug: Es folgten 1989 D2 – als Nachfolger für 1″-C gedacht –, parallel dazu D3 von Panasonic, circa 1991 dann DCT von Ampex und als nächster großer Wurf folgten Sony 1992 mit ihrem Digital Betacam-System (gleichzeitig mit Panasonics D5). Es sollte sich herausstellen, dass Sony erneut – und dieses Mal langfristig – das Rennen machen würde. Denn auch wenn in den 1990er Jahren weiterhin neue Entwicklungen – darunter Systeme wie D6 (Voodoo) von BTS (ehemals Bosch), D9 (Digital VHS) von JVC, DVC, DVC-Pro 25, DVCAM, Betacam SX – vorgestellt wurden und jeweils ihre Abnehmer fanden, blieb Digital Betacam unangefochten die Nummer eins.
Seit der Jahrtausendwende ist HDTV nun wieder im Gespräch und entwickelt sich zum zukünftigen Systemstandard. Bereits Ende der 80er Jahre hatten Bosch und Sony unabhängig voneinander auf analogem Wege versucht, die Datenmengen mit Ein-Zoll-Maschinen zu speichern, aber erst Ende der 1990er Jahre hatte Sony dabei mit HDVS (digitales 1″-C) geringe Erfolge. Ab 2000 kamen HDCAM, D5-HD, HDCAM-SR, DVC-Pro HD dazu und das Rad begann erneut, sich zu drehen. In der jüngeren Vergangenheit wurden auch in den unteren Preissegmenten digitale Systeme eingeführt: HDV, XDCAM, P2-HD. Durch die fortschreitende Entwicklung ist der Weg zur komplett bandlosen Aufzeichnung in allen Bereichen geebnet – diese wird aber auf Grund der zu verarbeitenden Datenmengen wohl aller Voraussicht nach noch bis circa 2015 bis 2020 auf sich warten lassen.

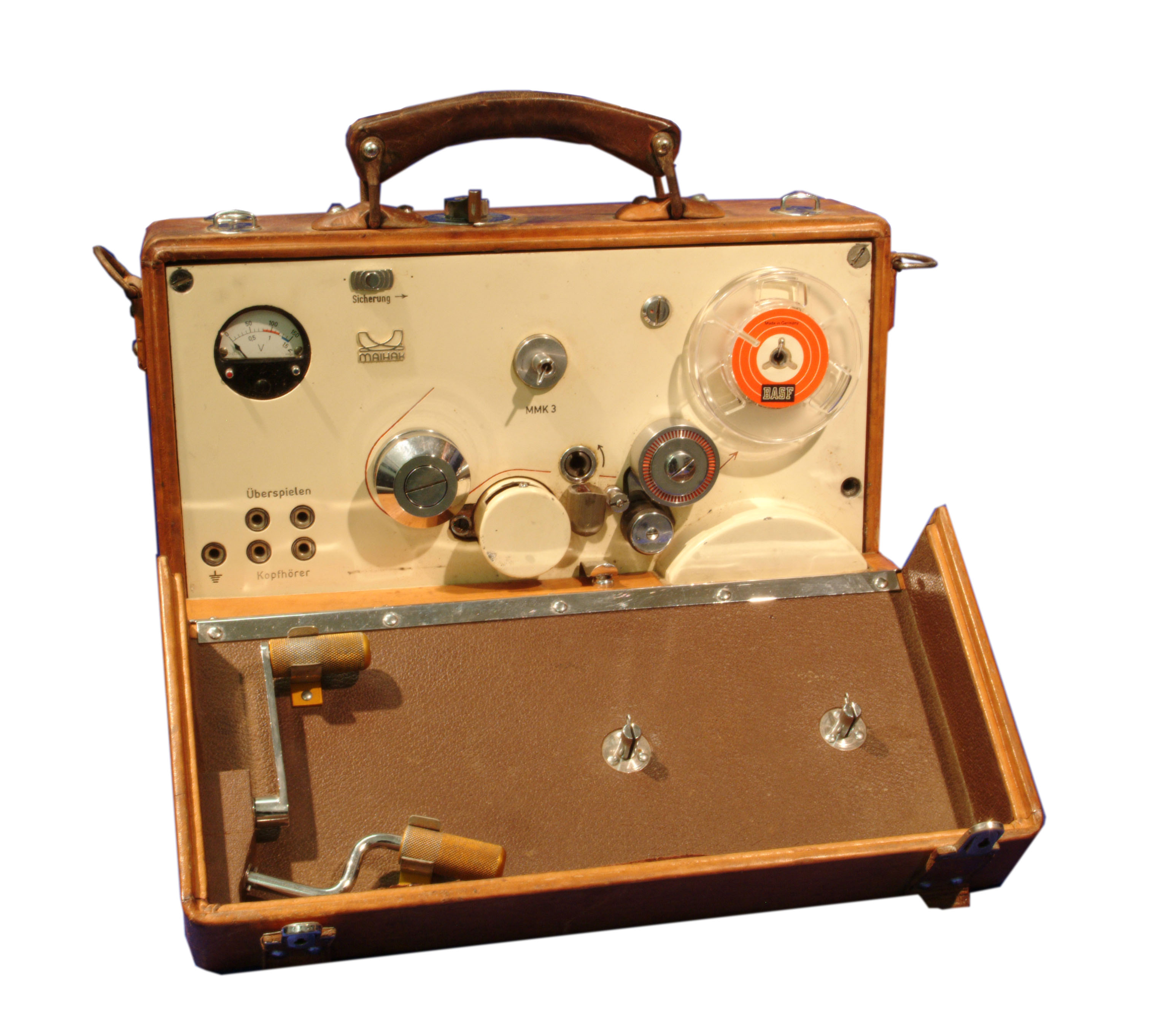
Tragbare Senkelmaschine der Firma MAIHAK

In der professionellen Audiotechnik hatte die Digitalisierung aufgrund der niedrigeren Datenmengen viel eher begonnen. Bis in die späten 1990er Jahre wurden in allen TV-Anstalten parallel auch noch analoge Senkelmaschinen (¼″-Tonbandgeräte) genutzt. In der Produktion etablierte sich jedoch circa Anfang 1980er Jahre die PCM-Aufzeichnung. Ab Mitte der 80er Jahre kam dann das elegantere DAT-System auf den Markt, gefolgt von mehrspurigen Versionen wie ADAT (acht Spuren und bis zu 16-fach kaskadierbar). Auch hier ging Sony wieder eigene Wege mit ihrem DASH-System, bei dem auf einem ¼″- und ½″-Band zwei bis 48 Spuren digital aufgezeichnet werden. Um 1970 begannen außerdem Forschungen zum Speichern von Daten auf digitalem, optischem Wege. Dies führte um 1981 zur Einführung der CD für Audio sowie der LD für Video. Von diesen beiden Systemen blieb die CD unverändert, die LD aber mutierte in die VCD und weiter in die DVD, woraus jetzt die Blu-ray Disc entstanden ist.
Der digitale Aufzeichnungs-Standard AVCHD hat sich im Amateurbereich seit 2006 zunehmend für viele aufzeichnende und wiedergebende Geräte, aber auch für Bearbeitungs- und Wiedergabe-Software etabliert. Fast alle der 2012 in einem vergleichenden Warentest der Stiftung Warentest untersuchten Camcorder verwenden zum Beispiel den AVCHD-Standard zur Aufzeichnung von Bild und Ton.

### Ausblick
Aus heutiger Sicht wird es aufgrund der rasanten Entwicklung auf dem Datensektor (immer höhere Integration der Bauteile, stetig bessere Datenkompression mittels besserer Software und durch hohe Stückzahlen niedrigere Kosten) zukünftig nur noch Festspeichersysteme beziehungsweise optische Systeme geben. Daher sollten aufgenommene Erinnerungen, Aufzeichnungen, Bilder und sonstige audiovisuelle Daten zur Sicherung auf einen neuen Träger gebracht werden. Ein Grund dafür ist, dass es für alte Geräte keine Ersatzteile mehr geben wird, so wie dies bereits der Fall ist bei Tonbandgeräten oder 2″-, 1″-A/B/C, MI sowie MII, und auch anderen Zwischenversionen wie U-matic, Betacam, D2, D3, D5 D9. Dazu kommt die fortschreitende Selbstzersetzung des Bandmaterials aufgrund des Alters. Eine langfristige Speicherung ist zurzeit aber nur auf Band möglich, und Erfahrungen zeigen, dass 2″-Bänder je nach Lagerung besser zu überspielen sind als 1″-A/B/C-Bänder. Durch die Selbstzersetzung des Bandes weisen diese teilweise irreparable Schäden auf, die die gesamte Produktion unbrauchbar werden lassen. Die Möglichkeit, auf dateibasierende Systeme zu überspielen, ist prinzipiell gegeben, derweil aber noch zu kostenintensiv und deshalb nur für größere Archive rechenbar. Somit gibt es momentan nur die Möglichkeit, wieder auf ein Bandsystem zu überspielen, bis die Technik entsprechend hohe Speichermöglichkeiten in einem günstigen Preis-Leistungs-Verhältnis erlaubt und es möglich ist, diverse Terabyte im eigenen Rechner mit hoher Sicherheit (Spiegelung) zu verwalten. Zum Überspielen bietet sich derzeit ein digitales System wie Digital Betacam an. Aufgrund der günstigen Kassettenpreise und der hohen Lauflänge von maximal 124 Minuten ist es für Audio und Video gleichermaßen gut als Zwischenträger geeignet.

## Abbildungen

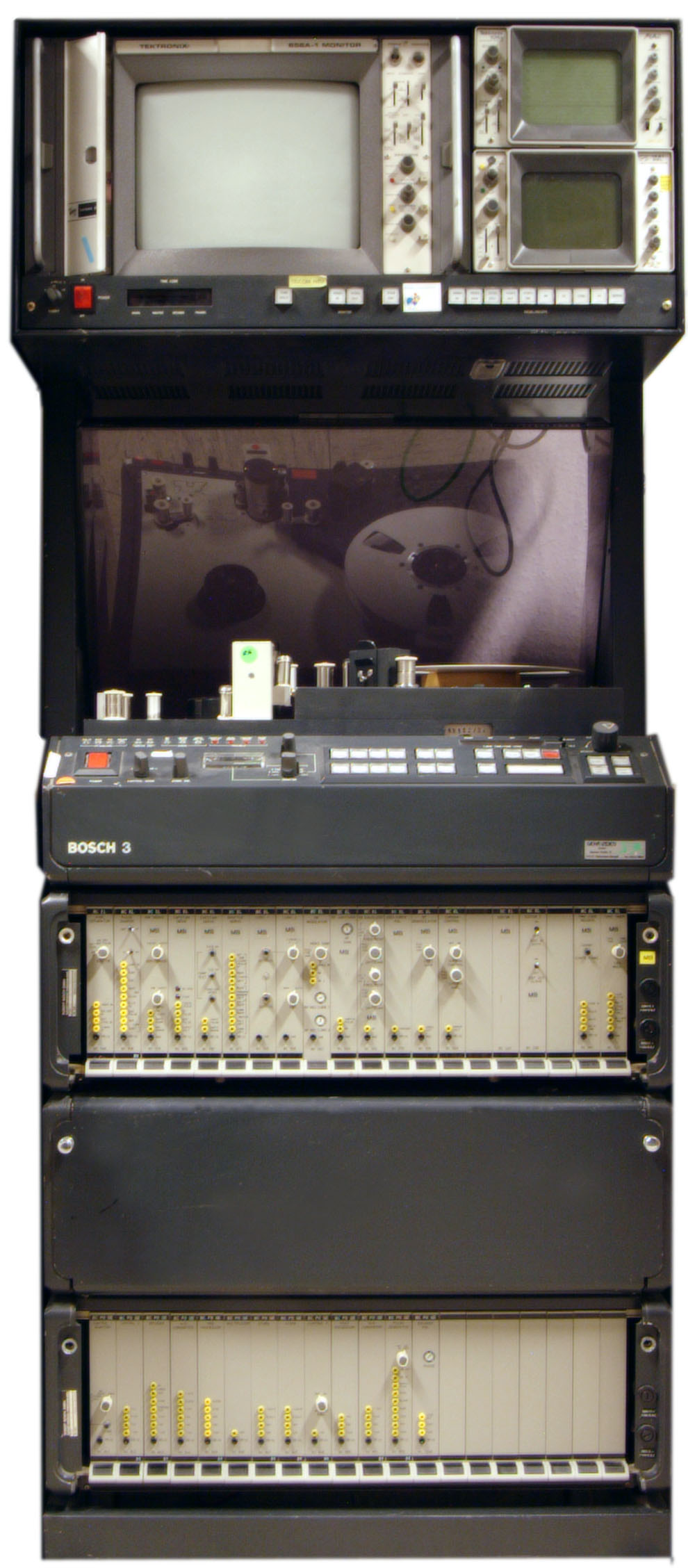
BOSCH Ein-Zoll-B-Maschine (BCN 51)
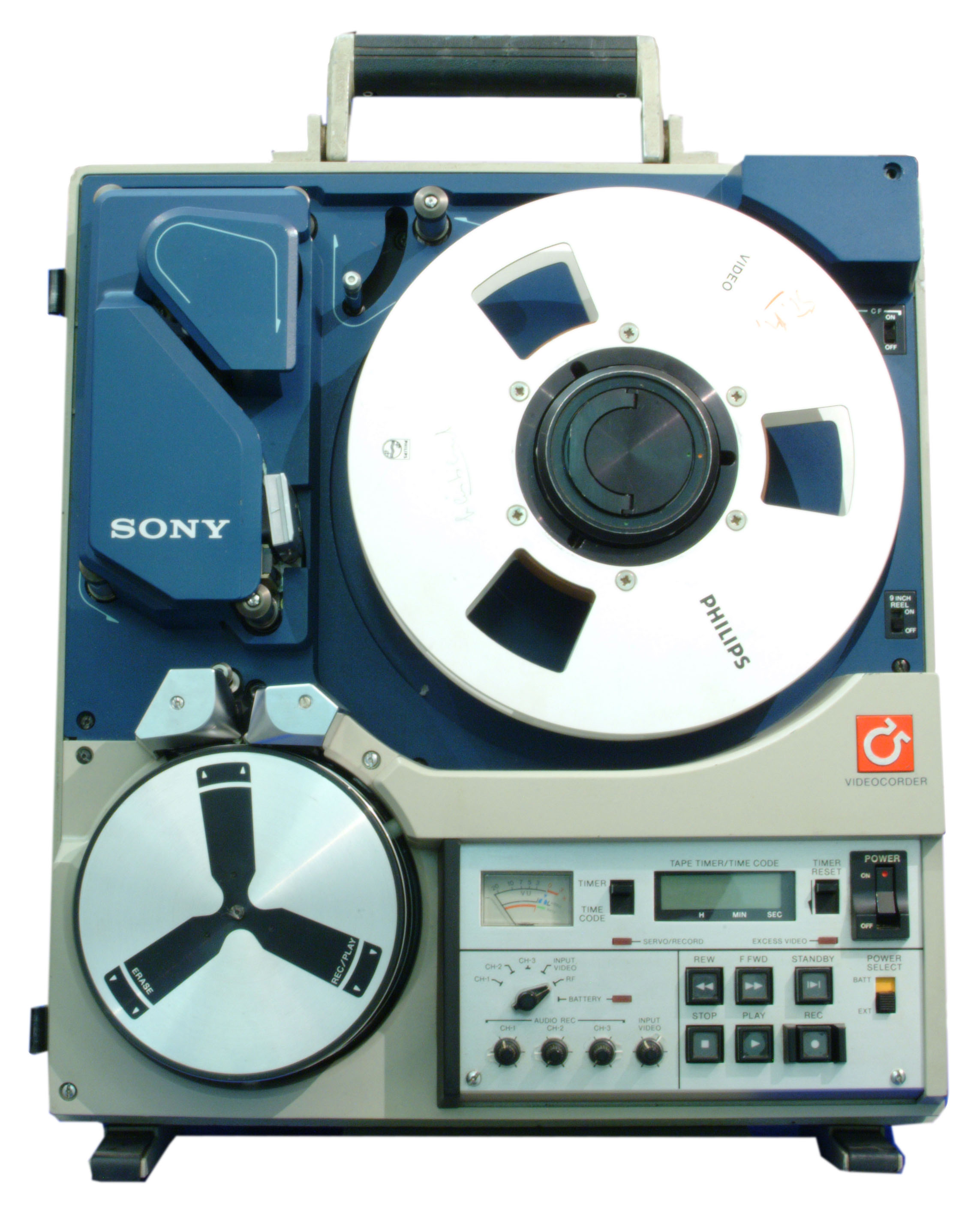
Tragbare Ein-Zoll-C-Maschine der Firma SONY
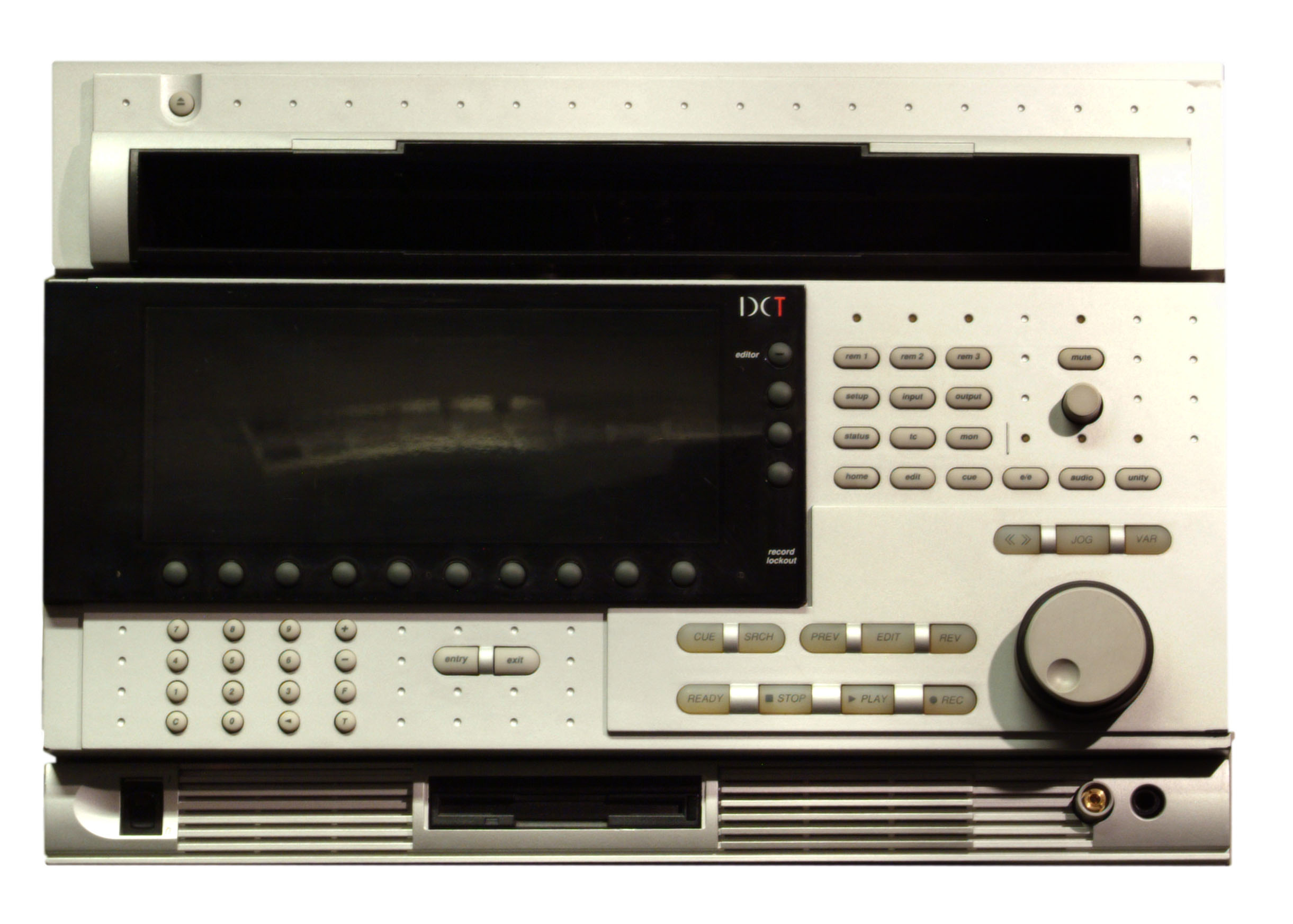
AMPEX DCT-MAZ
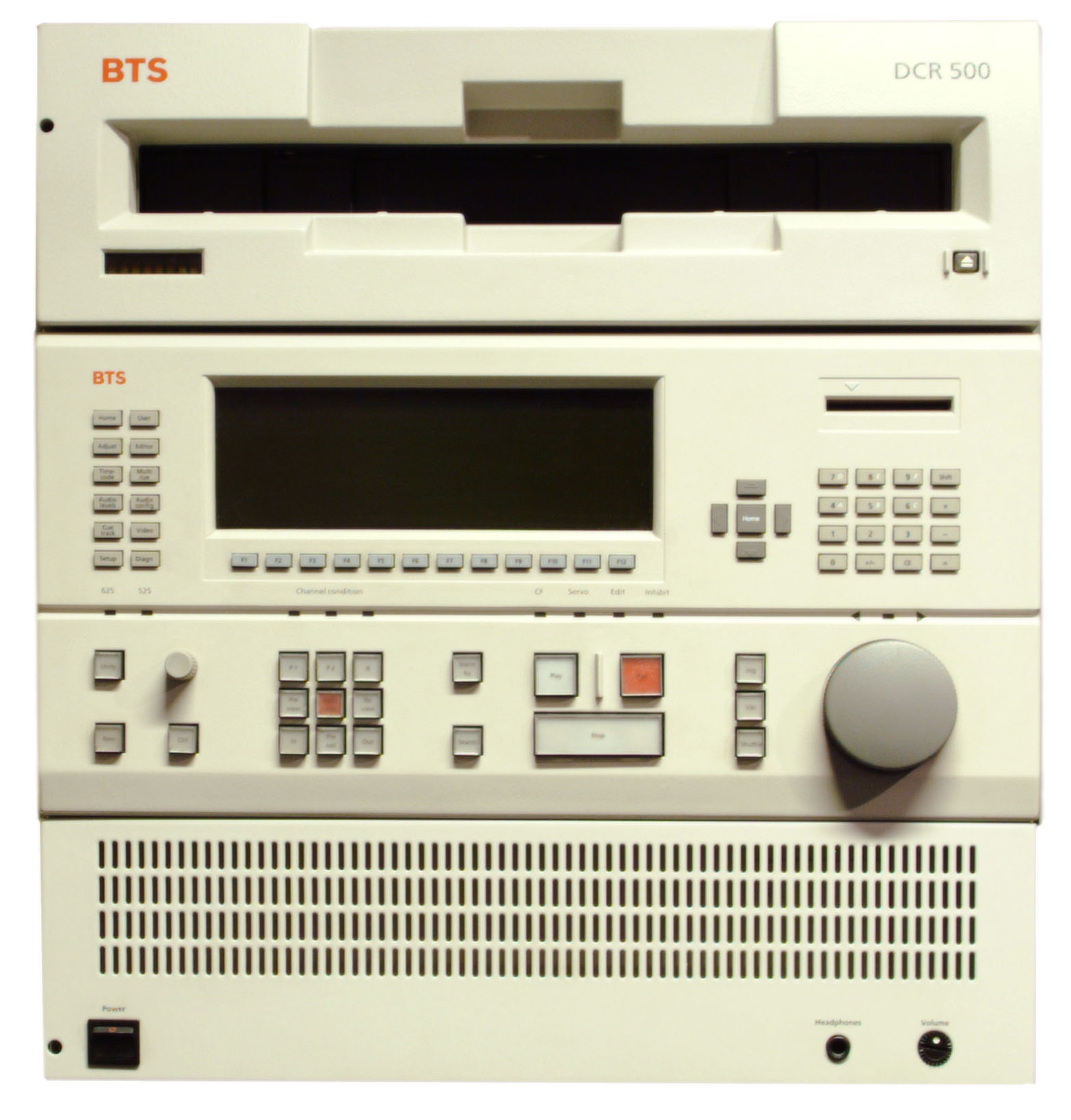
BOSCH/BTS D1-Maschine (DCR 500)